# Ridiculisering
Ridiculisering is het in het belachelijke trekken van iemands gedrag, gezegde of een gebeurtenis. In de filosofie wordt ridiculisering gezien als een voorbeeld van een informele straf. Deze weerhoudt het sociale verkeer te functioneren in een omgeving. Oorzaken kunnen onder andere wraak of jaloezie zijn. Hierbij kunnen andermans gevoelens optreden zoals verdriet, boosheid, woede en in extreme en terugkerende gevallen depressie.